# Denis Golovanov
Pour les articles homonymes, voir Golovanov.
Denis Golovanov (en russe : Денис Юрьевич Голованов, Denis Iourievitch Golovanov), né le 27 mars 1979 à Sotchi, est un ancien joueur de tennis professionnel russe.
Il a remporté un titre en double à l'Open de Saint-Pétersbourg avec Ievgueni Kafelnikov contre Marat Safin et Irakli Labadze.

## Palmarès

### Titre en double messieurs
| No | Date       | Nom et lieu du tournoi                | Catégorie   | Dotation  | Surface    | Partenaire          | Finalistes                 | Score    |          |
| -- | ---------- | ------------------------------------- | ----------- | --------- | ---------- | ------------------- | -------------------------- | -------- | -------- |
| 1  | 22-10-2001 | St. Petersburg Open Saint-Pétersbourg | Int' Series | 775 000 $ | Dur (int.) | Ievgueni Kafelnikov | Irakli Labadze Marat Safin | 7-5, 6-4 | Parcours |